# Busóc
Busóc (szlovákul Bušovce, németül Bauschendorf) község Szlovákiában, az Eperjesi kerület Késmárki járásában.

## Fekvése
Késmárktól 12 km-re északkeletre, a Poprád-folyó bal partján fekszik.

## Története
Területe már a korai kőkorban lakott volt. Az újkőkorszakban a vonaldíszes kerámiák népe, a bronzkorban a hallstatti kultúra népe élt ezen a vidéken.
A falu a Sztragar nevű erdőben keletkezett, amikor 1286-ban a Sváby család őse kapta IV. Lászlótól adományba. 1345-ben „Bussundorf” néven említik először, ekkor már plébániája is volt. 1348-ban „Busson”, 1564-ben „Bauschendorff” alakban tűnik fel. A szepesi káptalannak fizette a tizedet. 1787-ben 81 házában 589 lakos élt.
A 18. század végén Vályi András így ír róla: „Busócz. Bausendorf, Busovcze. Népes tót falu Szepes Vármegyében, birtokosai Szent Iványi, és Görgei Uraságok, fekszik Forbergnek szomszédságában, földgye középszerű, legelője és fája kevés, földyeinek 3/4 része soványas; de mivel keresetre jó módgyok van, második Osztálybéli.”
1828-ban 98 háza és 730 lakosa volt. Lakói vászonszövéssel foglalkoztak, a faluban 1940-ig szeszgyár is működött.
Fényes Elek 1851-ben kiadott geográfiai szótárában így ír a faluról: „Busócz, Bauschendorf, német falu, Szepes vmgyében, a Poprád bal partján, ut. p. Késmárkhoz északra 1 1/2 mfdnyire, egy térségen: 231 kath., 820 evang. lak. Kath. és evang. anyatemplom. – Van egy kastélyja, melly a Badányi uraságé, több nemes udvara, korcsmái; fában szükséget szenved; gyolcsot sokat sző és fejérít. A falu körül több apró dombok látszanak, mellyek hunhalmoknak neveztetnek, s az a vélekedés, hogy a rómaiak itt ütköztek meg a hunokkal. F. u. Badányi, Szepesházy nemzetségek.”
A 20. század elején nevét Busafalvára magyarosították, de a község tiltakozására 1907-ben ismét Busóc lett. A trianoni diktátumig Szepes vármegye Késmárki járásához tartozott.

## Népessége
| Év:            | 1994. | 2004.   | 2014.   | 2024.   |
| -------------- | ----- | ------- | ------- | ------- |
| Emberek száma: | 319   | 317     | 308     | 292     |
| Eltérés:       |       | -0,62 % | -2,83 % | -5,19 % |

| Év:            | 2023. | 2024.   |
| -------------- | ----- | ------- |
| Emberek száma: | 296   | 292     |
| Eltérés:       |       | -1,35 % |

1880-ban 530 lakosából 56 szlovák anyanyelvű volt.
1890-ben 502-en lakták, ebből 45 szlovák és 7 magyar anyanyelvű.
1900-ban 503 lakosából 74 szlovák és 14 magyar anyanyelvű volt.
1910-ben 441-en lakták: 52 szlovák és 24 magyar anyanyelvű.
1921-ben 405-en lakták, ebből 24 csehszlovák és 9 magyar.
1930-ban 455 lakosából 171 csehszlovák volt.
1991-ben 316 lakosából 308 szlovák volt.
2001-ben 315 lakosából 313 szlovák volt.
2011-ben 313 lakosából 288 szlovák volt.
2021-ben 304 lakosából (+2) cigány, 1 ruszin, 286 (+2) szlovák, 2 egyéb és 15 ismeretlen nemzetiségű volt.

## Neves személyek
- Itt született 1919. szeptember 28-án Gergelyi Ottmár szlovákiai levéltáros.

## Nevezetességei
- Szent Lőrinc plébániatemploma a 14. században épült, a 17. században barokk stílusban építették át. Gótikus Madonna-szobra és keresztelőmedencéje 1400 körül készült. Oltára késő barokk.
- Evangélikus temploma 1818-ban épült, a 19. század végén neogótikus stílusban építették át.
- Barokk-klasszicista kúria a 18. század végéről.